# Hôtel des Amériques
Hôtel des Amériques (bra: Hotel das Américas; prt: O Segredo do Amor) é um filme francês de 1981, do gênero drama, dirigido por André Téchiné e protagonizado por Catherine Deneuve e Patrick Dewaere.

## Sinopse
Em Biarritz, uma médica anestesista ainda de luto pela morte do namorado conhece por acidente um homem com tendências violentas que, encantado por ela, começa a persegui-la. Nessa relação, suas vidas acabam cruzando com vários personagens misteriosos.

## Elenco
- Catherine Deneuve : Hélène
- Patrick Dewaere : Gilles Tisserand
- Etienne Chicot : Bernard
- Sabine Haudepin : Elise Tisserand
- Dominique Lavanant : Jacqueline
- Josiane Balasko : Colette
- François Perrot : Rudel